# Жучкова, Майя Анатольевна
Майя Анатольевна Жучкова (род. 31 марта 1986, Липецк) — российская спортсменка (гребля академическая), мастер спорта по академической гребле, вице-чемпион Европы (2009).

## Достижения
Участница чемпионата мира 2009 (8 место) и двух чемпионатов Европы: 2009 (2 место) и 2010 (9 место).
На Чемпионате Европы — 2009 в Бресте (Белоруссия) выступала на безрульной двойке в команде с Алевтиной Подвязкиной. Им удалось завоевать серебряную медаль с результатом 7.30,84, уступив на финише чуть более 3 секунд команде из Румынии в составе Камелии Лупаcку и Николеты Албу.